# Santa Rita do Sapucaí
Santa Rita do Sapucaí é um município brasileiro da Mesorregião do Sul e Sudoeste de Minas, no estado de Minas Gerais. Sua população em 2019, segundo estimativa do IBGE, foi de 43 260 habitantes. É conhecida como "O Vale da Eletrônica", devido aos centros educacionais e empresas dessa área situados na cidade.
As referências na área de educação são: a Escola Técnica de Eletrônica, o Instituto Nacional de Telecomunicações e a FAI - Centro de Ensino Superior em Gestão, Tecnologia e Educação. Esses centros educacionais são responsáveis pela formação da mão de obra especializada na cidade.
O município está compreendido numa área de 321 quilômetros quadrados, com altitude de 821 metros e temperatura entre seis e 32 graus centígrados.
Atualmente, é sede de comarca intermediária e dista 420 quilômetros da capital do estado, Belo Horizonte. Situa-se em uma região onde se alternam montanhas e vales que formam a Bacia do Rio Sapucaí.
A data magna da cidade é o dia 22 de maio, festa da padroeira, Santa Rita de Cássia, celebrada todos os anos com conotações religiosas, folclóricas e sócio-culturais. O aniversário de emancipação político-administrativa é comemorado no dia 24 de maio.

## Topônimo
O nome da cidade advém da junção de sua padroeira, Santa Rita de Cássia, santa italiana nascida no século XIV, modelo de virtude e coragem e símbolo de mulher santa-ritense, com o Rio Sapucaí, que corta o município.
"Sapucaí" é um termo de origem tupi que significa "água de sapucaia", através da junção dos termos ïasapuka'i ("sapucaia") e  'y  ("água").

## Economia
Santa Rita do Sapucaí é uma cidade de economia diversificada calçada principalmente nas atividades agropecuárias e industriais.
Na agricultura destacamos o Café e o leite como seus principais produtos, indústria agropecuária e indústria eletrônica são suas principais fontes de renda, produzindo ainda sementes de milho, arroz, café e outros.
Várias indústrias estão instaladas na cidade (mais de 150 empresas). Acompanhando os ensinamentos de suas escolas, estão mais voltadas para as áreas de eletrônica, telecomunicações e informática.

### Feiras tecnológicas
- Feira Industrial do Vale da Eletrônica, cujo objetivos anteriores de ser uma das estratégias para incrementar o faturamento anual do APL de Santa Rita do Sapucaí através de negócios internacionais e nacionais e lançamento de produtos, foi realizado e fechou o ano com 1 000 000 000 de reais.

- Feira de Tecnologia da FAI - Centro de Ensino Superior em Gestão, Tecnologia e Educação: A Feira de Tecnologia é um evento anual promovido pela FAI, com o objetivo de apresentar à comunidade o potencial criativo de seu corpo discente visando despertar o interesse dos visitantes no sentido de viabilizar o aparecimento de oportunidades de geração de novos negócios, empregos e estágios, além de atrair financiamentos para projetos que promovam o atendimento das necessidades locais, regionais e nacionais e o crescimento profissional dos alunos.

- Feira Tecnológica do Inatel - Instituto Nacional de Telecomunicações: É um eficaz instrumento de sensibilização para o empreendedorismo, pois permite aos participantes excelentes oportunidades para desenvolver, projetar e expor suas ideias, projetos, produtos e serviços, sendo uma excelente oportunidade para a revelação de novos empresários.

O intercâmbio com outras instituições de ensino também é considerado um importante objetivo da feira.
São apresentados trabalhos técnico-científicos nas áreas de gestão, tecnologia da informação e educação, divulgando novas ideias e experiências nessas áreas.
- Feira de Projetos da ETE "FMC" - Escola Técnica de Eletrônica "Francisco Moreira da Costa": Na feira, os alunos apresentam, ao público visitante, projetos desenvolvidos ao longo do ano nas áreas de eletrônica digital, telecomunicações, automação industrial e biomedicina, sendo que muitos deles de cunho social.
- HACKTOWN: O HackTown é um festival de formato inovador que reúne profissionais de todo o país de áreas como tecnologia, inovação, empreendedorismo, música e economia criativa.

## Geografia

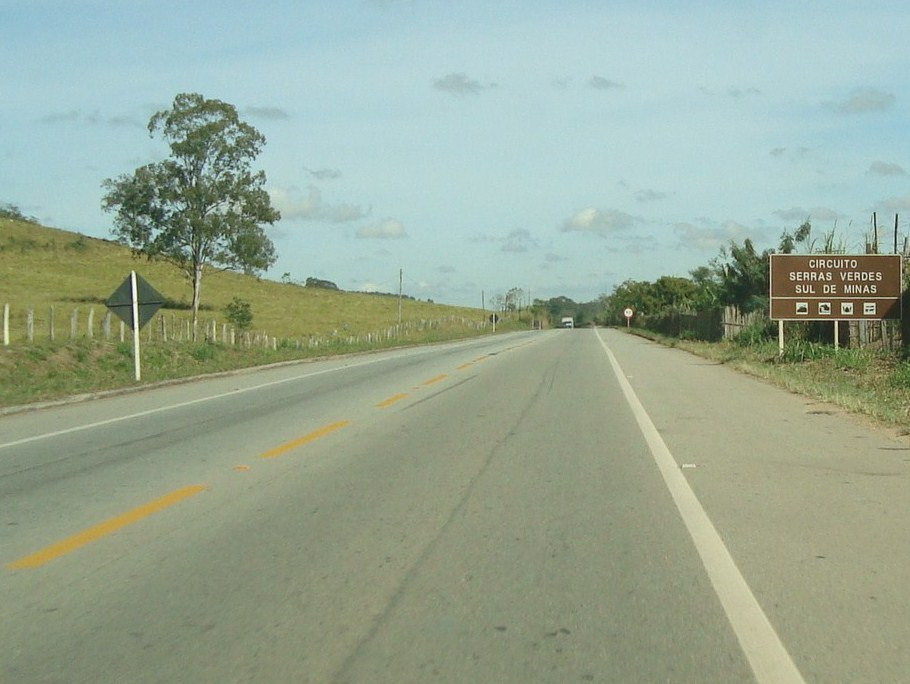
Trecho da BR-459 em Santa Rita do Sapucaí

Tem sua geografia localizada muito próxima de cidades de importância nacional e internacional, como, São Paulo, Belo Horizonte e Rio de Janeiro.
Tem, como companhias de água e luz, as empresas Companhia de Saneamento de Minas Gerais e Companhia Energética de Minas Gerais.

### Hidrografia
Banham o município os rios Sapucaí e Vintém.

### Transporte
A principal rodovia que corta o município é a BR-459. Estando a apenas 30km de outra importante rodovia BR 381 (Rod.Fernão Dias), em Pouso Alegre.
Ainda a poucos quilômetros de Santa Rita do Sapucaí, está a rodovia MG 179 que faz a ligação com o Vale do Paraíba.
O município também já foi cortado por uma importante e histórica ferrovia local, a Estrada de Ferro Sapucaí, também conhecida como Viação Férrea Sapucaí. Essa ferrovia cortava grande parte das cidades pertencentes ao Sul de Minas Gerais em meio às belezas naturais da Serra da Mantiqueira e realizava o escoamento cafeeiro e agropecuário da região, o que garantia impulsos econômicos à cidade. 
A ferrovia foi desativada para o transporte de passageiros e para o transporte de cargas nos anos 80, culminando em seu abandono. No ano de 1989, os trilhos foram retirados da cidade. O prédio da Antiga Estação Ferroviária de Santa Rita do Sapucaí se tornou atualmente um ponto turístico e o seu antigo leito ferroviário deu lugar a um trecho da BR-459.  

### Demografia
| Crescimento populacional | Crescimento populacional | Crescimento populacional |
| Ano                      | Pop.                     | %±                       |
| ------------------------ | ------------------------ | ------------------------ |
| 1991                     | 26 317                   |                          |
| 1996                     | 29 064                   | 10,4%                    |
| 2000                     | 31 264                   | 7,5%                     |
| 2007                     | 34 246                   | 10,1%                    |
| 2010                     | 37 754                   | 10,2%                    |
| Est. 2015                | 41 425                   | 9,7%                     |

## Religião

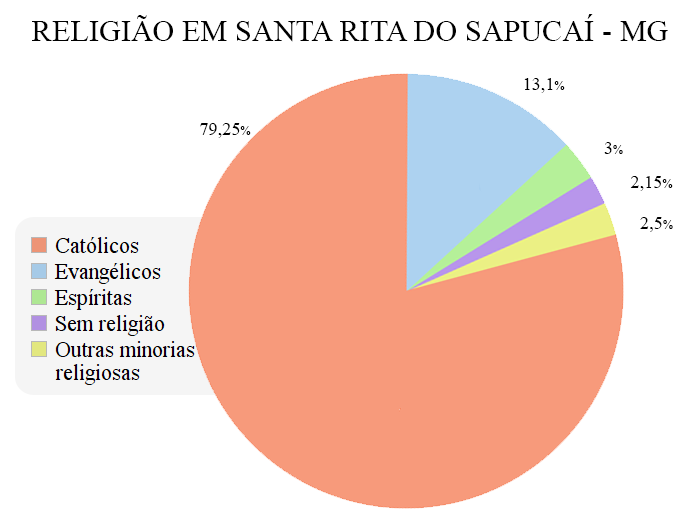
Proporção dos grupos religiosos do município.

A cidade é de maioria católica (79,25% da população), segundo dados do IBGE. O domínio da religião na vida cultural de seus moradores é visível principalmente durante o mês de maio, quando é comemorada a "Festa de Santa Rita de Cássia".
A Festa de Santa Rita de Cássia é a maior e mais tradicional comemoração da cidade, com mais de 170 edições. O ponto de partida para a festa, por iniciativa do Pároco Cônego Vonilton Augusto Ferreira, passou a ser uma quinzena. Todas as quintas-feiras, a partir de fevereiro, são realizadas celebrações eucarísticas lembrando a vida de Santa Rita de Cássia, do nascimento até a sua morte.
O momento mais agitado da festa é o que vai do dia 22 de maio (aniversário de Santa Rita de Cássia) ao dia 24 de maio (aniversário da cidade), no qual ocorre uma feira com dezenas de barracas de produtos diversificados e recebe visitantes de todas as partes do país.

## Perfil

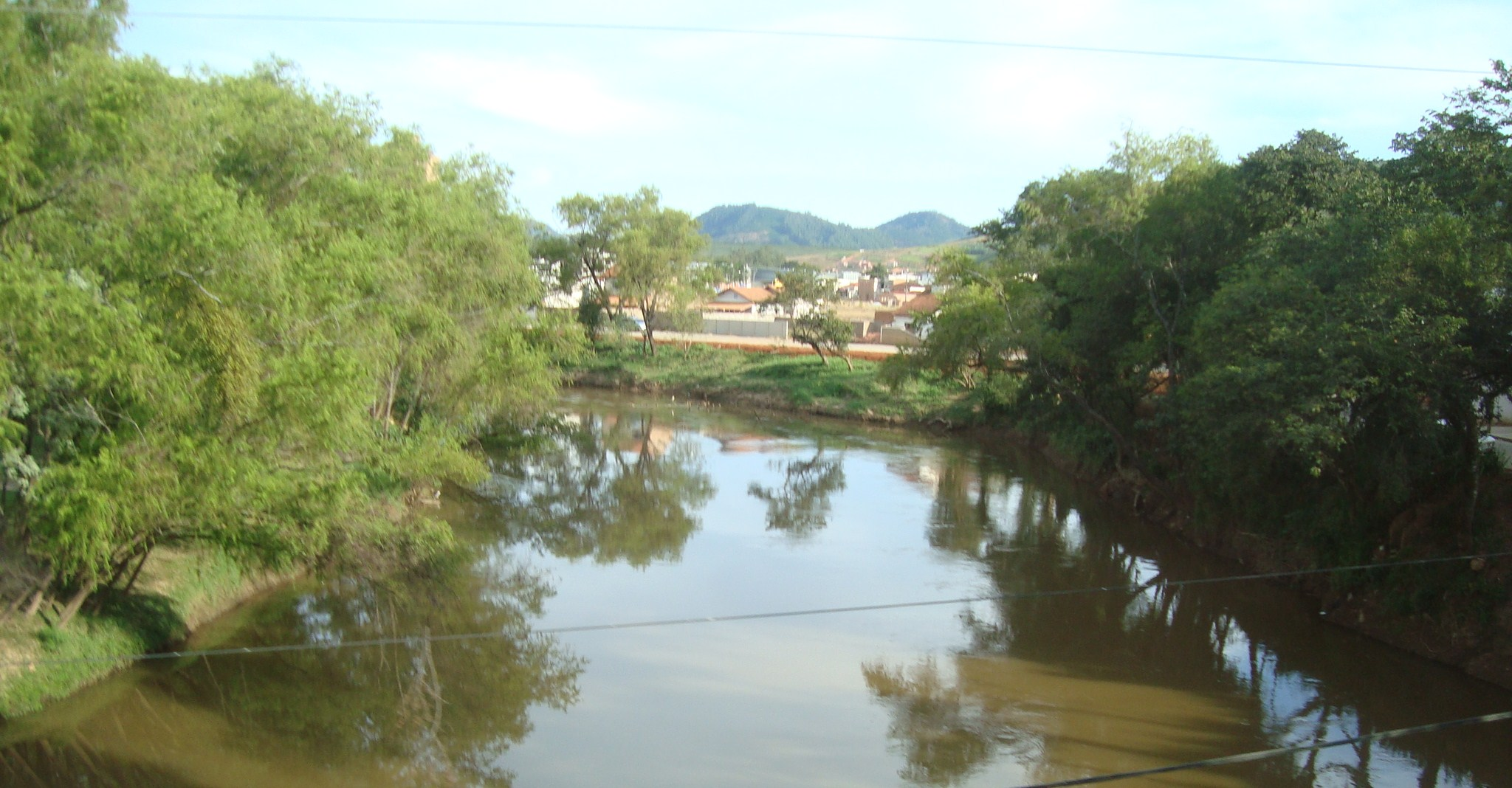
Rio Sapucaí em Santa Rita do Sapucaí

Santa Rita do Sapucaí é conhecida em Minas Gerais por sua vanguarda no ramo da eletrônica, telecomunicações, computação e biomédica, pois tem um arranjo produtivo local dessas indústrias. Depois do seu grande desenvolvimento, ficou conhecida como "Vale do Silício" brasileiro.[carece de fontes?]

## Televisão
É aqui onde a série Brilhante F.C. foi gravada, abordando assuntos importantes sobre a cidade como o apelido de "Vale da Eletrônica". 